# Grzegorz Rosiński
Grzegorz Rosiński (ur. 3 sierpnia 1941 w Stalowej Woli) – polski rysownik komiksowy, grafik i malarz. Najbardziej znany jako twórca serii komiksowej Thorgal.
Pierwsze komiksy rysował już w dzieciństwie, publikować zaczął w szkole średniej na łamach „Korespondenta Wszędobylskiego”. Był redaktorem magazynu „Relax”. Zasłynął dzięki takim komiksom jak Kapitan Żbik (1968–1972), Legendy Polskie (1977), Thorgal (od 1977), Szninkiel (1986), Yans (1983–1990), Skarga Utraconych Ziem (1993–1998), Western (2001), Zemsta hrabiego Skarbka (2004-2005).
Po przejściu na emeryturę w 2018 roku zajmuje się głównie nadzorowaniem pracy nad Thorgalem oraz malowaniem do niego okładek. 
Został odznaczony medalem „Gloria Artis”, belgijskim Orderem Leopolda II, oraz francuskim orderem Sztuki i Literatury.

## Życiorys

### Dzieciństwo
Urodził się 3 sierpnia 1941 r. w Stalowej Woli. Jego ojciec Henryk Rosiński był technikiem-mechanikiem metalurgii, a matka Wacława, absolwentką szkoły handlowej. Po ślubie poświęciła się roli gospodyni domowej. Rodzina Rosińskich wielokrotnie przeprowadzała się w różne rejony Polski z powodu pracy Henryka. W 1946 roku zamieszkali we Wrocławiu, gdzie mały Grzegorz miał okazję zapoznawać się z ilustrowanymi publikacjami po niemiecku. Przykładem może być Biblia z ilustracjami Gustave'a Dorégo czy parakomiksowe historyjki Wilhelma Busha o Maksie i Morycu. Inspiracją dla Grzegorza był francuski tygodnik z komiksami „Vaillant” wydawany przez Francuską Partię Komunistyczną.
W 1952 roku rodzina Rosińskich przeprowadziła się do Warszawy, była to ich ostatnia przeprowadzka. Grzegorz rysował tak dużo i dobrze (głównie komiksy o piratach i dzikim zachodzie), że w 1955 roku za namową ojca rozpoczął naukę w Liceum Sztuk Plastycznych. W Warszawskim Plastyku przyjaźnił się m.in. z Bogusławem Polchem. Od 1957 roku niemal do końca nauki w liceum zajmował się oprawą graficzną harcerskiej „Wesołej Gazetki”, która wkrótce zmieniła nazwę na „Korespondent Wszędobylski”. Rosiński zamieszczał tam także swoje komiksy. Jego debiutem, jeszcze w „Wesołej Gazetce”, był komiks Ali Baba z Sierra Nevada, które było adaptacją jednego z opowiadań Francisa Breta Harte'a. Oprócz Rosińskiego na łamach Korespondenta debiutował także Bogusław Polch.

### Studia
Maturę zdał w 1960 roku. Początkowo nie brał pod uwagę dalszej edukacji plastycznej. Wybrał studia architektoniczne na Politechnice Warszawskiej, jednak nie zdał egzaminu wstępnego z matematyki. Po tej porażce przez rok pracował na budowie jako pomocnik murarza w Przedsiębiorstwie Budownictwa Mieszkaniowego Warszawa Śródmieście. Kolejne podejście do dalszej edukacji to studia na Akademii Sztuk Pięknych w Warszawie. Tuż przed rozpoczęciem studiów, podczas wakacji 1961 roku, Rosiński poznał swoją przyszłą żonę Kasię Piluchowską, studentkę ogrodnictwa w Szkole Głównej Gospodarstwa Wiejskiego. Pobrali się krótko po tym jak Grzegorz ukończył studia. Jako specjalizację wybrał scenografię teatralną. Pracę dyplomową z ilustracji książkowych realizował w pracowni kierowanej przez Jana Marcina Szancera. Tematem pracy były ilustracje do książki Pożegnanie z bronią. Dyplom obronił w 1966 roku. W trakcie studiów tworzył także projekty ilustracji do innych książek jak np.: Podróże Guliwera, czy Kubuś Fatalista i jego pan. Zdobył także doświadczenie dzięki publikacji w prasie i pracy dla redakcji periodyku „Tygodnik Kulturalny”.
Rosiński często opowiada anegdotę z czasów studiów, kiedy to został skrytykowany podczas zajęć prowadzonych przez Jerzego Tchórzewskiego. Kiedy Rosiński zaczął malować tyłem do obrazu, wtedy „twórczość” artysty została doceniona. Krytyka ta była spowodowana tym, że na Warszawskim ASP w tym czasie dominowała sztuka abstrakcyjna oraz niechęć do realistycznego przedstawiania postaci. Natomiast była to ulubiona forma dla Rosińskiego.
Po ukończeniu studiów, 17 września 1966 roku, Grzegorz ożenił się z Kasią. Zamieszkali na Bielanach.

### Początek kariery
Po studiach zajął się ilustrowaniem książek i podręczników. Ponieważ w swojej twórczości stosował różnorodne techniki, rozpoznanie ilustracji jego autorstwa nie jest łatwe. Uważany był za specjalistę od wizualnego tłumaczenia nieletnim zawiłych pojęć fizycznych. Ilustrował m.in. Rozmowy o Fizyce Elżbiety Rubinowicz, czy Od gry w guziki do statu kosmicznego Emila Kindzierszky'ego. Jego prace pojawiły się także w powieściach historycznych Ewy Nowackiej Szubad żąda ofiary oraz Ursa z krainy Uratu, czy powieści wojennej Uwaga, Piegowaty Kazimierza Dębnickiego.
Przypadkiem dowiedział się, że wydawnictwo „Sport i Turystyka” próbowała ocieplić wizerunek Milicji Obywatelskiej w oczach młodzieży za pomocą serii komiksów pt. Kapitan Żbik. Dołączył do projektu i w 1969 opublikował swój pierwszy zeszyt pt. Diadem Tamary, który był siódmym epizodem serii. Rosiński był pierwszym artystą, który podpisywał swoje dzieła, na ostatniej ilustracji komiksu. Ostatnim epizodem Żbika, który rysował Rosiński, był Skoda TW 61–63. Dzięki namowom Rosińskiego, do komiksu wrócił także Bogusław Polch, który dołączył do grona rysowników Żbika.
Kolejnym komiksem, zrealizowanym dla tego samego wydawnictwa, była seria o Sławomirze Karskim, poruczniku Ludowego Wojska Polskiego, pt. Pilot śmigłowca, rozpoczęta w 1973 roku. Rosiński narysował pierwsze pięć zeszytów. W tym samym roku zaproponowano mu stworzenie serii Legendy Polskie, do której scenariusz napisała Barbara Seidler. Początkowo narysowany został zeszyt O smoku Wawelskim i królewnie Wandzie, kolejne dwa zeszyty O Popielu i myszach oraz O Piaście Kołodzieju powstały w 1975 roku. Wydane zostały w 1977.
W 1974 roku Rosiński dostał propozycje narysowania komiksu na temat sukcesu polskiej reprezentacji pod kierownictwem Kazimierza Górskiego w Mistrzostwach Świata w piłce nożnej w Niemczech. Komiks nosił tytuł Od Walii do Brazylii, którego scenariusz napisał Andrzej Konieczny. Komiks nie został zbyt ciepło przyjęty przez krytykę.

### Relax

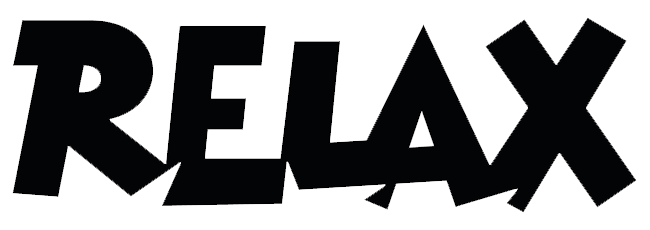
logo Relaksu autorstwa Rosińskiego

W 1976 roku znalazł się w zespole redakcyjnym magazynu komiksowego Relax. Został redaktorem graficznym i zajmował się głównie doborem komiksów do kolejnych numerów oraz zapraszaniem do współpracy polskich i zagranicznych autorów. Rosiński publikował w magazynie także swoje własne komiksy. Już w pierwszym numerze można było przeczytać jego komiks Dziewięciu do nieba, którego scenariusz napisał Stanisław Majewski. Była to jednak okrojona wersja, która ukazała się w całości dopiero w 2022 w pierwszym tomie Antologii komiksów z „Relaksu”. Od trzeciego numeru Rosiński zaczął rysować krótkie historie na temat wczesnych dziejów państwa polskiego, zastępując Szymona Kobylińskiego, który zrealizował pierwsze dwa odcinki. Ostatni odcinek narysował Marek Szyszko. Scenarzystą całości był Leszek Moczulski. Kolejnym komiksem Rosińskiego w „Relaksie” była historia utrzymana w konwencji science fiction, pt. Najdłuższa podróż. Scenarzystami byli Andrzej Sawicki oraz Ryszard Siwanowicz, którzy obrali pseudonim Rian Asars, ze względów zawodowych (byli oficerami Wojska Polskiego). Najdłuższa podróż była ostatnim dłuższym komiksem Rosińskiego, stworzonego na rynek polski i zamieszczonego w „Relaksie”. Z redakcji zrezygnował w 1978 roku, nadal publikując na jego łamach krótsze historie. W tym czasie Rosiński opublikował także czarno-biały komiks w magazynie „Alfa”. Była to seria fantastycznonaukowa pt. W służbie galaktycznej, do której scenariusz napisał Tadeusz Lech. Serię początkowo rysował Janusz Stanny. Tak jak w przypadku komiksu w „Relaksie”, historia nie została przez niego dokończona. Pałeczkę po Rosińskim przejął Jerzy Majewski, rysując ostatni – piąty epizod serii.

### Początki za granicą
W drugiej połowie lat 70. Rosiński zaczął publikować krótkie humorystyczne historie na łamach belgijskich magazynów komiksowych, np. nowelkę Morderca zostawia pułapkę, do którego scenariusz napisał Krzysztof Jaroszyński. Historia ta została także opublikowana w polskim tygodniku „Razem” w 1977 roku. Publikacje tych krótkich historii na łamach zagranicznych magazynów, zaowocowało nawiązaniem głębszych kontaktów z zachodnimi wydawcami komiksów. Współpraca z Belgią rozpoczęła się od kontaktu z Carlosem Blanchardem, wydawcą pocztówek i kalendarzy, który złożył wizytę w Polsce, szukając artystów. Zdawszy sobie sprawę że Rosiński to głównie artysta komiksowy, zdecydował się ułatwić mu kontakt z wydawcami w Belgii. Podczas drugiej wizyty w Brukseli w 1976 roku udało się zainteresować talentem Rosińskiego dwa wydawnictwa komiksowe Le Lombard oraz Dupuis. Początkowo Rosiński publikował tam krótkie humorystyczne historie, ale zdarzały się także większe komiksy, np. tłumaczenie Pojedynku z polskiego magazynu „Relax”. Początkowo scenariusze do tych historii były pisane przez Polaków. Zdarzały się jednak także realizacje tekstów miejscowych, np. dwa komiksy do scenariusza współautora Smerfów Yvana Delporte'a. Pierwszym większym komiksem Rosińskiego, który powstał w Belgii, była seria humorystyczna Fantastyczna podróż (fr. La Croisière fantastique), publikowana w magazynie Spirou. Autorem scenariusza był Jean-Claude Smit-le-Bénédicte. Graficznie zbliżona do Legend Polskich, podpisana została pseudonimami Mythic (Jean-Claude) oraz Rosek (Rosiński). Ostatni epizod powstał w 1987 roku, tym razem z pełnym podpisem Rosińskiego. Po wykupieniu praw do komiksu przez Le Lombard, serię wydano w dwóch zbiorczych albumach.

### Początki Thorgala

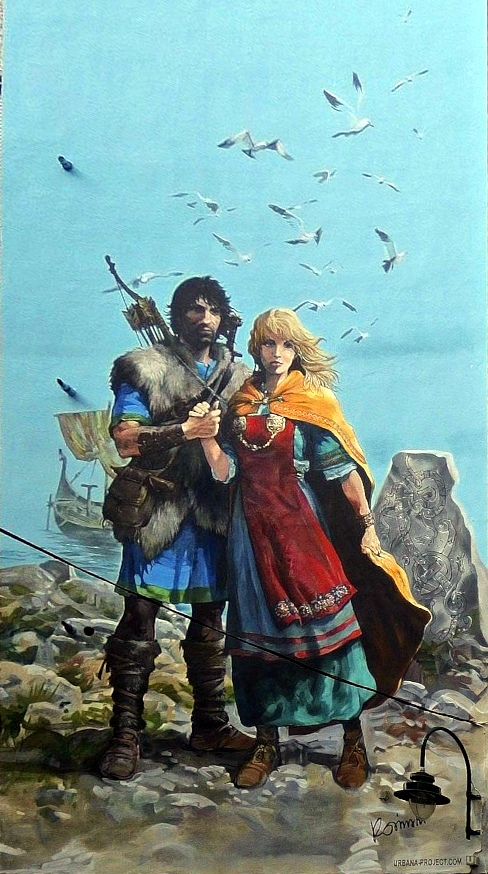
Mural komiksowy w Brukseli przedstawiający Thorgala i Aaricię (2014)

W sierpniu 1976 roku, podczas wizyty w Brukseli (dzięki gościnności Carlosa Blancharda), poznał scenarzystę Jeana Van Hamme'a. Jak określa to Rosiński, podczas spotkania „zaiskrzyło”, mimo bariery językowej. Po wymianie numerów telefonów, okazało się, że są prawie identyczne, gdyż brukselski numer Van Hamme'a miał tylko jedną dodatkowa cyfrę. Rosiński jeszcze podczas wizyty w Brukseli narysował dwie testowe plansze do scenariusza Van Hamme'a, co przekonało go do podjęcia współpracy. Po powrocie do Polski utrzymywali kontakt telefoniczny oraz listowny. Idąc za sugestią ówczesnego redaktora naczelnego magazynu „Tintin”, André-Paula Duchâteau, Van Hamme zdecydował się na tematykę wikińską. Uznali że będzie to bezpieczne z punktu widzenia polityki prowadzonej przez władze PRL-u. Drugim argumentem był narysowany już komiks Klęska Wikinga, który czekał na publikacje w trzecim numerze „Relaksu”.
Pierwotny pomysł na wspólny komiks pojawił się na początku listopada 1976 roku, kiedy to Rosiński dostał listownie projekt dłuższej opowieści o pacyfistycznym wikingu o imieniu Ragnar Aegirsson, który miałby pojawić się w magazynie „Tintin”. Okazało się że jednak że wiking Ragnar, był już bohaterem komiksu z lat 50., dlatego zmieniono imię na Thorgal. Pilot serii ukazywał się w magazynie „Tintin” od 3 marca do 25 października 1977 roku, w pięciu odcinkach. Z powodu rytmu pracy Rosińskiego, Thorgal publikowany był średnio raz na miesiąc, z dłuższą przerwą między drugim a trzecim odcinkiem, od kwietnia do sierpnia. Rok później Thorgal zadebiutował na polskim rynku w magazynie „Relax”. W tym samym roku opublikowana została kontynuacja historii w „Tintinie”. Z czasem historia Thorgala podbiła serca belgijskich czytelników. W 1979 roku drugi epizod Thorgala Wyspa Lodowych Mórz otrzymał w Brukseli prestiżową nagrodę Prix Saint-Michel za najlepszy komiks realistyczny. W 1980 roku Le Lombard opublikował pierwsze wydanie albumowe Zdradzona Czarodziejka z dodatkowym epizodem „Prawie raj”.

### Stan Wojenny i emigracja
Rosiński regularnie wysyłał swoje rysunki do Belgii. Stan wojenny zastał go w samym środku pracy nad epizodem Ponad krainą cieni. Z powodu problemów z przesłaniem plansz do Brukseli, Rosiński zdał sobie sprawę, że jeśli chce kontynuować karierę na Zachodzie musi wyemigrować.
Mimo stanu wojennego Rosiński miał możliwość wyjazdu za granicę, dzięki paszportowi Polskiej Agencji Artystycznej „Pagart”. Pierwszy wyjazd, w styczniu 1982 roku, odbył się na zaproszenie Międzynarodowego Festiwalu Komiksu w Angoulême. Z drugiego wyjazdu na Targi Książki w Brukseli, w marcu tego samego roku, już nie wrócił do Polski. W czerwcu dołączyła do niego rodzina, którym udało się wydostać z Polski, dzięki paszportom dla „członków zespołu pieśni i tańca”. Warunkiem legalizacji pobytu Rosińskiego w Belgii, była umowa o pracę, jednak otrzymywał on honoraria autorskie. Dlatego wydawnictwo Le Lombard, zatrudniło go w ramach umowy o pracę, nad zakładaniem fikcyjnego magazynu komiksowego Thorgal.
Po wyjeździe do Belgii, wszystkie projekty w kraju musiały zostać zawieszone, chociaż już wcześniej Rosiński zrezygnował z kontynuacji wszystkich serii, koncentrując się na Thorgalu. Pod koniec lat 70. Van Hamme, zaangażowany w inne projekty, nie mógł poświęcić czasu na Thorgala. Dlatego André-Paul Duchâteau (ówczesny redaktor naczelny magazynu „Tintin”), zaproponował Rosińskiemu komiks do jego scenariusza. Miała to być futurystyczna historia o podróżniku w czasie imieniem Hans, który stracił pamięć podczas podróży do 2027 roku. Pierwsza nowelka o tytule Wieża rozpaczy, która miała być zapowiedzią serii, została opublikowana w specjalnym wydaniu „Super-Tintin” na początku 1980 roku. Natomiast pierwszy epizod Hansa publikowany był w magazynie „Tintin” od sierpnia do połowy listopada 1980 roku. Historię Hansa kontynuowano kilka lat później, gdy wydany miał być siódmy album Thorgala pt. Gwiezdne dziecko, który publikowany był wcześniej na łamach „Super-Tintina”. System ten został powtórzony przy okazji czternastego tomu Thorgala. Po wydaniu czwartego epizodu serii, aby zapewnić ciągłość publikacji, Rosiński zaprosił do współpracy, znanego z „Relaksu”, Zbigniewa Kasprzaka. Kasprzak dostał ostateczną propozycje „przejęcia” Hansa w 1988 roku, podczas wizyty polskich rysowników na festiwalu komiksu w Sierre, zorganizowanej przez Rosińskiego. Pierwszy epizod Prawo Ardelli narysowali wspólnie w 1992 roku. W Polsce Hans po raz pierwszy został opublikowany w odcinkach w 1984 roku na łamach „Świata Młodych” pod tytułem Jan – Przybysz z kosmosu, bez podania autorów, co było ówczesną praktyką, choć nie do końca było to legalne. Pierwszy właściwy debiut Hansa, pod tytułem Yans (pomysłodawcą zmiany był syn Grzegorza, Piotr; zmiana imienia prawdopodobnie była spowodowana popularną w Polsce postacią Hansa Klossa), odbył się na łamach magazynu „Komiks – Fantastyka”, który od 1988 do 1990 opublikował w całości pięć pierwszych epizodów.
W 1988 roku w Polsce wydane zostały także także dwa pierwsze albumy Thorgala, przez Krajową Agencję Wydawniczą. Trzeci tom wydano w 1990 roku, kiedy to publikacją zajęło się prywatne wydawnictwo Orbita.

### Szninkiel
W latach 80. gdy Thorgal uznawany był już za jeden z najważniejszych komiksów na rynku franko-belgijskim, Rosiński zdecydował się na stworzenie jednorazowej czarno-białej powieść graficzna pt. Szninkiel (oryginalnie  Le Grand Pouvoi du Chninkel czyli Wielka Moc Szninkla). Pierwotnie miała to być historia osadzona w świecie fantasy, czerpiąca inspiracje z Tolkiena oraz innych klasyków tego typu literatury. Jednak Van Hamme, który pisał scenariusz, zdecydował się na umieszczenie tam także motywów chrześcijańskich. Komiks przedstawia historię J'ona (komiksowego odpowiednika Tolkienowskiego hobbita), który staje się przypadkowym mesjaszem, mającym ocalić skłócony i pełen przemocy świat w którym żyje. Historia ta to inteligentne połączenie dramatycznych zwrotów akcji, humoru, erotyki i patosu. Pierwotnie został opublikowany w magazynie „À Suivre”, od października 1986 do lipca 1987 roku, kiedy to przybrał formę zwartej powieści graficznej, wydanej także w Polsce. Szninkiel jest uznawany za jedną z najważniejszych powieści graficznych w historii komiksu franko-belgijskiego, czego dowodem jest m.in. nagroda publiczności na Międzynarodowym Festiwalu w Angoulême w 1989 roku, czy Grand Prix des Alpages na festiwalu w Sierre in 1987. Oprócz nagrody za Szninkla. Rosiński był jeszcze laureatem dwóch innych nagród na festiwalu w Sierre, Grand Prix des Alpages w 1984 oraz nagrody jury w 1986.

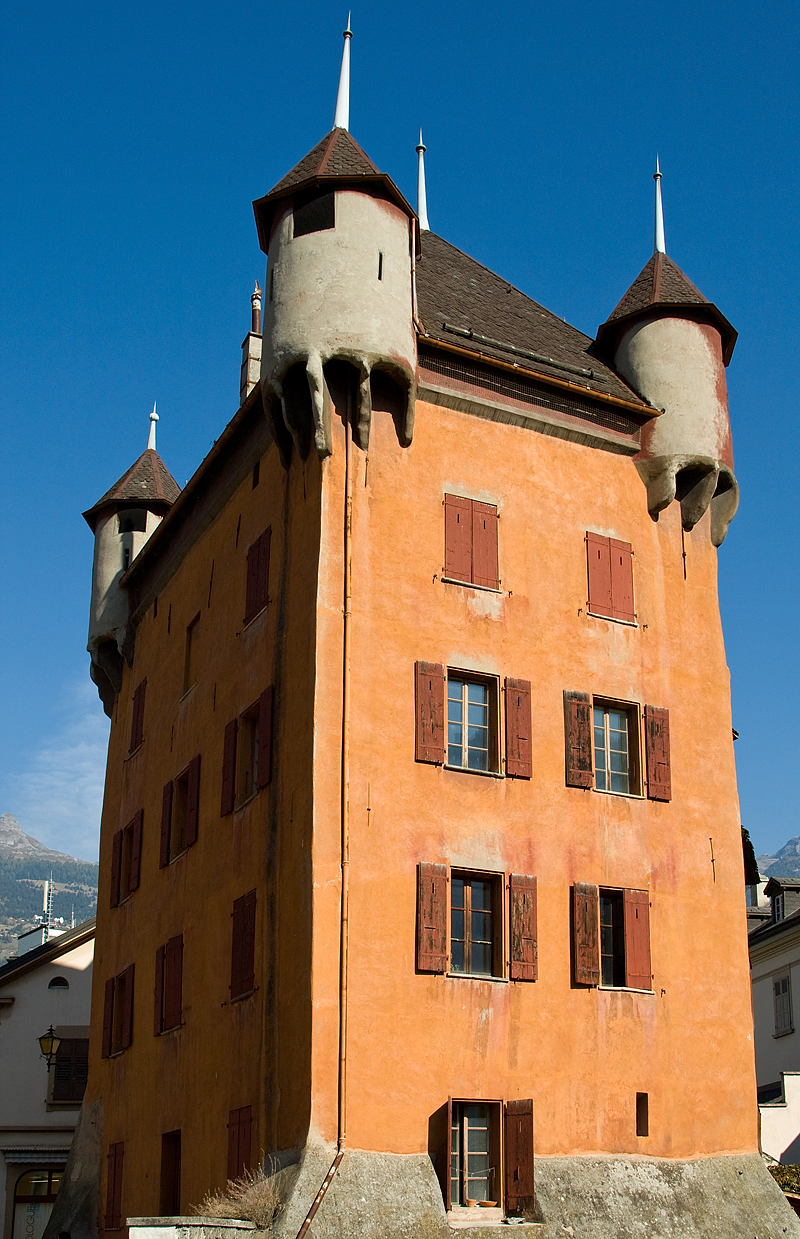
Château des Vidomnes, pierwsze mieszkanie Rosińskiego w Szwajcarii

Szninkiel był pierwszą wydaną w Polsce powieścią graficzną.
Na początku XXI wieku powstała wersja kolorowa, podzielona na 3 tomy. Rosiński przygotował nowe okładki, natomiast kolorem zajęła się żona Zbigniewa Kasprzaka, Grażyna Fołtyn-Kasprzak (występująca pod pseudonimem Graza), która także skończyła krakowski ASP.

### Szwajcaria
W 1986 roku podczas pobytu polskich artystów w Sierre, Rosiński zdecydował się na przeprowadzkę do Szwajcarii. Rok później dołączyła do niego rodzina. Początkowo mieszkali w wynajmowanym mieszkaniu w Château des Vidomnes, by później zamieszkać w efektownym domu zaprojektowanym przez polskiego architekta, Piotra Pelczarskiego.

### Skarga Utraconych Ziem

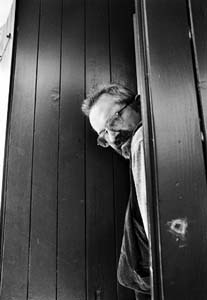
Grzegorz Rosiński (1997), fotografia autorstwa Erlinga Mandelmanna

W tym czasie Rosiński był skupiony na Thorgalu i zazwyczaj odmawiał propozycji innych projektów. Jednak gdy 1992 roku został zaproszony do współpracy nad komiksem Skarga Utraconych Ziem (fr. Complainte des Landes perdues) przez wydawnictwo Dargaud, zgodził się bez wahania, nawet bez znajomości kto jest scenarzystą (którym okazał się Jean Dufaux). Zaintrygowała go szekspirowska historia, osadzona w mrocznym celtycko-średniowiecznym świecie. Aby wczuć się w atmosferę powstającej opowieści, obaj artyści, wraz z małżonkami, zostali wysłani na wycieczkę po Szkocji. Rosiński początkowo zgodził się wziąć udział w projekcie, ponieważ miała to być pojedyncza, zamknięta historia. Ostatecznie rozrosła się ona do dwóch epizodów – Sioban oraz Blackmore. Twórca zdecydował się kontynuować pracę, ale ograniczył ją do tworzenia czarno-białego rysunku, natomiast kolor miał wykonać inny artysta. Wybór padł na Grazę, która objęła funkcję kolorystki także podczas pracy nad Thorgalem (od dziewiętnastego epizodu pt. Niewidzialna Forteca). Jej ostatnim albumem była wydana w 2004 roku Kris de Valnor. Po roku od publikacji powstała propozycja kontynuacji historii Skarga Utraconych Ziem – w ten sposób powstały dwa kolejne dwa tomy: Kyle z Klanach oraz Pani Gerfaut. Historia Skargi miała jeszcze dalszy ciąg, ale już bez udziału Rosińskiego.

### Western
W 1999 w związku z tym, że Graza kolorowała Thorgala, Rosiński zdecydował się na projekt poboczny, którego akcja miała się toczyć na Dzikim Zachodzie. Tak powstał komiks o prostym tytule Western, do którego scenariusz napisał Van Hamme. Rosiński zastosował w nim tzw. „kolor bezpośredni”, czyli zrezygnował z rysowania, a następnie kolorowania i zdecydował się namalować całość, tak jak malował do tej pory obrazy, np. okładki swoich komiksów. Dzieło utrzymane zostało w monochromatycznej sepiowo-szarej tonacji, z elementami intensywnej czerwieni, głównie przedstawiającej krew, oraz czerni kładzionej piórkiem. Western został wydany w 2001 roku, w ramach prestiżowej kolekcji Le Lombardu „Signé”. Wydano także wersje specjalną, zawierającą reprodukcje scenariusza wraz z roboczymi rysunkami Rosińskiego, oraz płytą CD z kulisami powstania jednego z kadrów, której przygotowaniem zajął się Piotr Rosiński, syn Grzegorza.

### Zemsta hrabiego Skarbka
W 2000 roku podczas wizyty scenarzysty Yves Sente, w domu Rosińskich padł pomysł napisania historii, w której pojawiliby się piraci, lekka erotyka, epoka romantyzmu, malarstwo, wielkie wydarzenia dziejowe oraz historia Polski. Początkowo scenarzysta nie brał tej propozycji na serio. Jednak rok później, gdy propozycja została ponowiona, zdecydował się napisać scenariusz, którym była Zemsta hrabiego Skarbka. Rosiński zdecydował się, tak jak w przypadku Westernu, użyć koloru bezpośredniego; jednak zrezygnował z kreski kładzionej piórkiem. Plansze komiksu były malowane w formacie 60x80cm. Historia, rodem z powieści Aleksandra Dumasa, osadzona została m.in. w Paryżu w czasach Fryderyka Chopina, którego wizerunek można zobaczyć na kartach komiksu. Opowieść powstała jako dylogia o tytułach Złote ręce oraz Serce z brązu, które wydane zostały odpowiednio w 2004 oraz 2005 roku.

### Emerytura

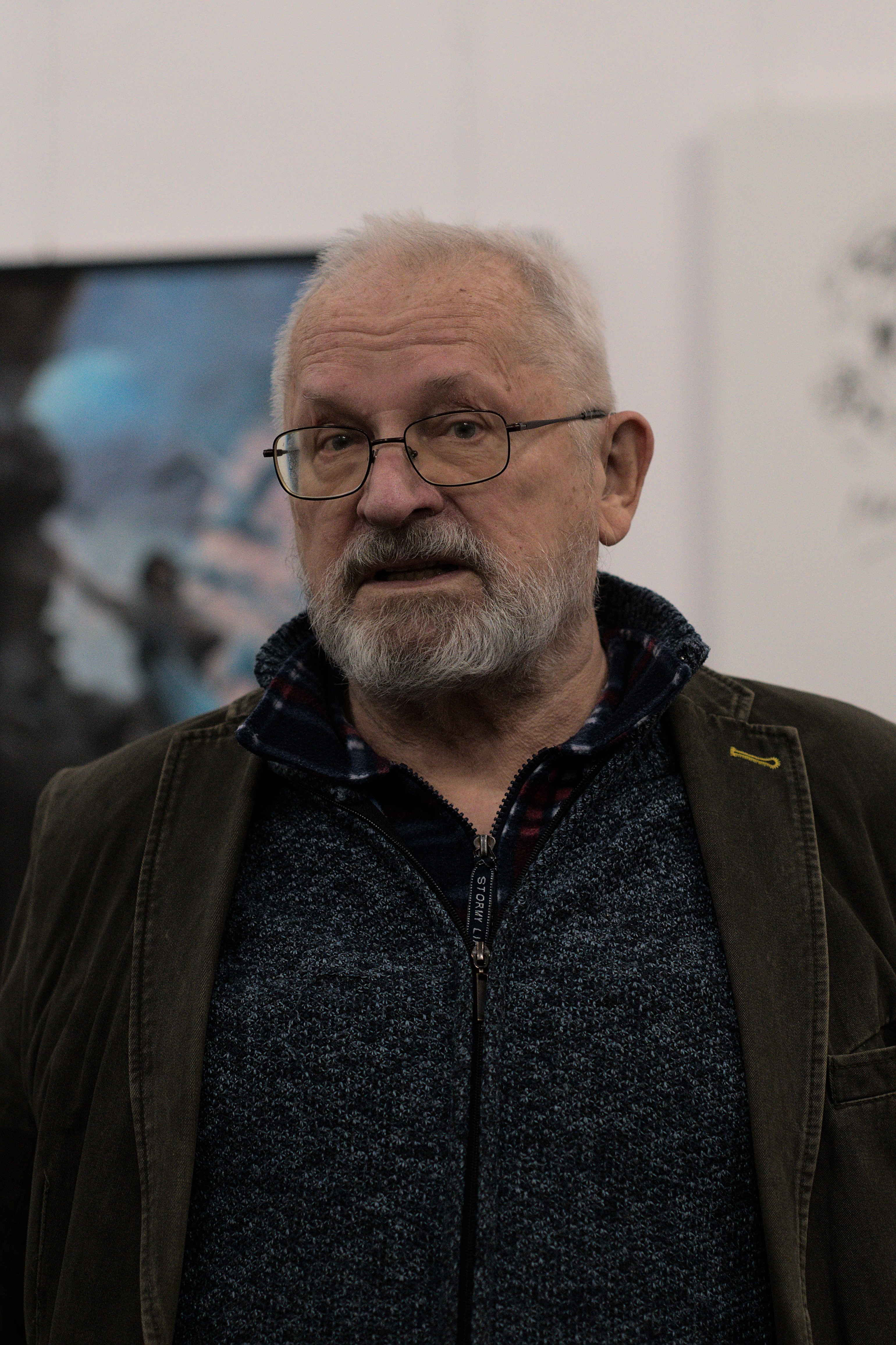
Rosiński podczas spotkania z fanami w 2025 roku

Po rezygnacji Van Hamme'a, w 2008 roku, role scenarzysty Thorgala przejął Yves Sente. Ostatnim epizodem serii, który narysował Rosiński był Aniel, wydany w 2018 roku, po czym przeszedł na artystyczną emeryturę jednak nie opuścił Thorgala całkowicie, nadzorując projekt i malując okładki.
Zdarzało mu się także malować okładki do cudzych komiksów, np. do dwóch tomów antologii Komiks śpiewa Brela (fr. BD chante Brel) z 2010 i 2011 roku czy dylogii Pamięć Abrahama (fr. La Mémoire d'Abraham) z 2006 roku. Podejmował się także pracy nad innymi projektami, np. okładkami antologii Światowa ilustracja praw człowieka (fr. L'illustration universelle des droits de l'homme) dla Amnesty International czy znaczkami pocztowymi, upamiętniającymi sześćdziesiątą rocznicę bitwy o Ardeny. W 2009 roku artysta stworzył także na zlecenie cykl trzech malowideł odwołujących się do czasów panowania dynastii Merowingów dla Muzeum Cinquantenaire.

## Uznanie
W 1979 roku komiks Thorgal: „Wyspa wśród lodów” został uhonorowany nagrodą Prix Saint-Michel za najbardziej realistyczną pracę. W 1985 roku tom Łucznicy zdobył dwie nagrody Prix du Grand Public w Paryżu oraz Prix de la Presse na międzynarodowym festiwalu komiksów w Durbuy. W 1983 Thorgal: Ponad krainą cieni dostał nagrodę Prix Saint-Michel za najlepszy komiks. W 2004 roku Rosiński otrzymał nagrodę Grand Prix Saint-Michel, a w 2005 roku – Grand Prix Albert Uderzo za całokształt twórczości. 8 września 2006 roku odebrał w polskiej ambasadzie w Bernie Krzyż Oficerski Orderu Odrodzenia Polski, przyznany za wybitne osiągnięcia artystyczne i zasługi dla kultury polskiej. 6 października 2007 roku podczas Międzynarodowego Festiwalu Komiksu w Łodzi został odznaczony srebrnym medalem Zasłużony Kulturze „Gloria Artis”. W 2010 roku odebrał belgijski Order Leopolda II. W 2011 został uhonorowany orderem Sztuki i Literatury ((fr. Ordre des Arts et des Lettres).

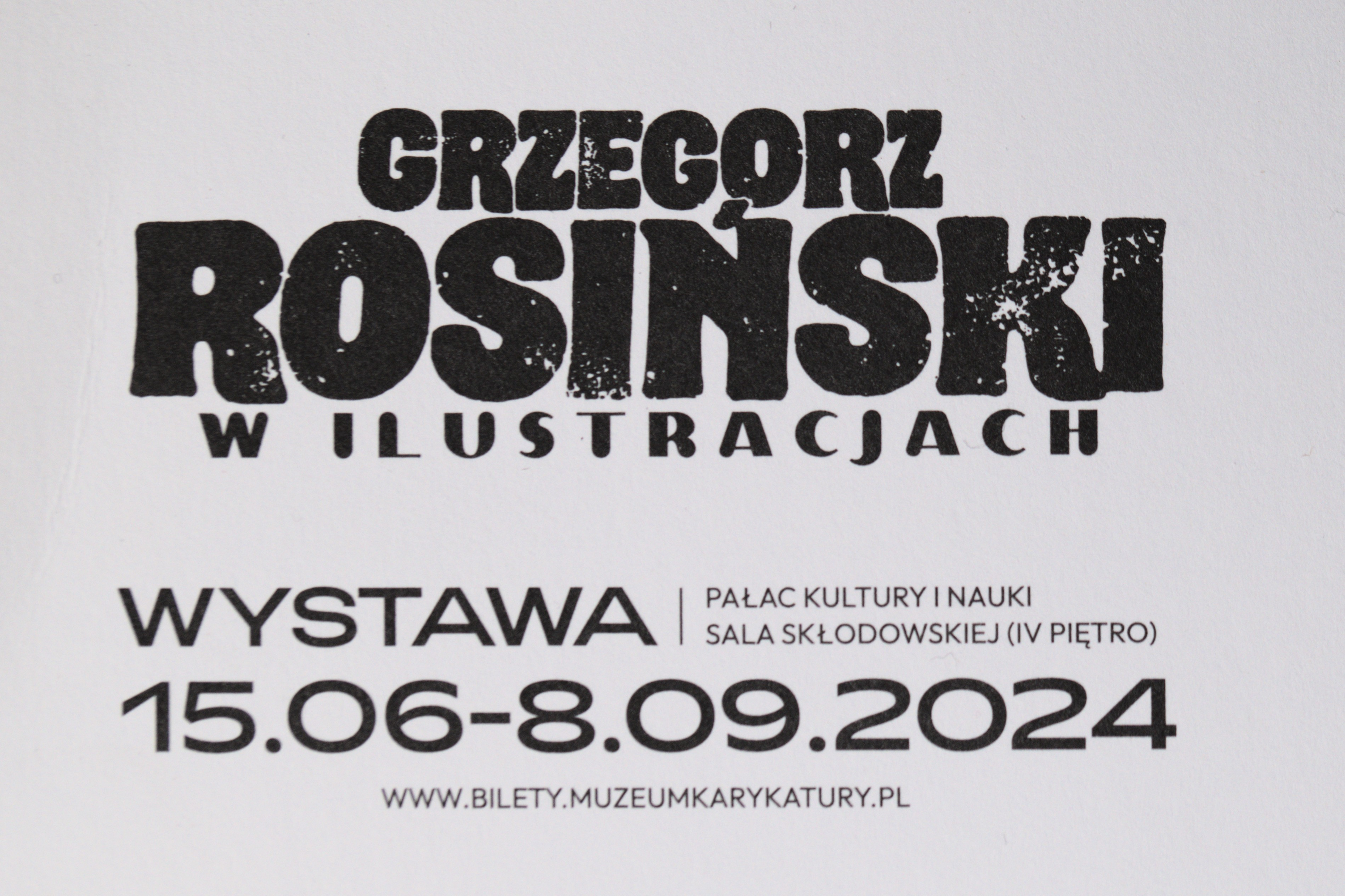
Logo wystawy Rosińskiego na odwrocie biletu kolekcjonerskiego

W 2021 roku podczas 32 Międzynarodowego Festiwalu Komiksu i Gier w Łodzi została podpisana umowa o przechowywaniu depozytu rodzinnej twórczości Grzegorza Rosińskiego w zasobach Centrum Komiksu i Narracji Interaktywnej EC1 w Łodzi. Twórczość Rosińskiego była gromadzona od 2021 roku we współpracy z rodziną Grzegorza Rosińskiego i pochodzi z całej Europy. Ponad 400 z tych prac zostało zaprezentowanych na wystawie Grzegorz Rosiński w Ilustracjach – w Łodzi oraz Warszawie. Wystawa była prezentowana jesienią 2023 roku w EC1 w Łodzi, podczas otwarcia Centrum Komiksu. W 2024 roku była prezentowana w Pałacu Kultury i Nauki w Warszawie. Wystawy powstały we współpracy miast Łodzi i Warszawy. Wystawa ma być zaprezentowana także we Francji w 2026 roku.
W 2024 powstał film dokumentalny Ja, Rosiński.
W 2025 dostał nagrodę ZAiKS-u za wybitne osiągnięcia w dziedzinie sztuk wizualnych – plastyka.

## Życie prywatne
Jego matka, chorująca na stwardnienie rozsiane, zmarła w 1994 roku, ojciec zmarł w 2000. Jego żona Kasia zmarła w 2009. Ma troje dzieci: syn Piotr i córka Barbara mieszkają obecnie w Szwajcarii. Trzecie dziecko, Zofia zmarła po ciężkiej chorobie w 2020.
Grzegorz Rosiński mieszka w Burgdorfie w kantonie Berno w Szwajcarii.

## Publikacje

### Kapitan Żbik
- Diadem Tamary (1968)
- Tajemnica ikony (1969)
- Zapalniczka z pozytywką (1970)
- Spotkanie w „Kukerite” (1970)
- Podwójny mat (1970)
- Porwanie (1970)
- Błękitna serpentyna (1970)
- Czarna Nefretete (1970)
- Człowiek za burtą (1971)
- Gotycka komnata (1971)
- Skoda TW 6163 (1972)

### Pilot śmigłowca
scenariusz: Witold Jarkowski
- Na ratunek (1974)
- Egzamin (1975)
- Zejście z trasy (1975)
- W śnieżnych zamieciach (1976)
- Dramatyczne chwile (1976)

### Komiksy w magazynieRelax
- Dziewięciu z nieba, scen. Majewski, Relax #1, 1976
- Klęska Wikinga, scen. Moczulski, Relax #3, 1976,
- Zasadzka, scen. Moczulski, Relax #4, 1977,
- Bolesławowe słupy, scen. Moczulski, #5, 1977,
- Zdrada, scen. Moczulski, Relax #7, 1977, (6 stron)
- Najdłuższa podróż, odc. 1, tekst Rian Asars (Andrzej Sawicki i Ryszard Siwanowicz), Relax #6, 1977, (6 stron)
- Najdłuższa podróż, odc. 2, tekst Rian Asars, Relax #7, 1977, (6 stron)
- Najdłuższa podróż, odc. 3, tekst Rian Asars, Relax #8, 1977, (5 stron)
- Najdłuższa podróż, odc. 4, tekst Rian Asars, Relax #9, 1977, (5 stron)
- Najdłuższa podróż, odc. 5, tekst Rian Asars, Relax #10, 1977, (5 stron)
- Najdłuższa podróż, odc. 6, tekst Rian Asars, Relax #11, 1977, (5 stron)
- Syn burzy, fragment albumu „Thorgal: Zdradzona czarodziejka”, scen. Jean Van Hamme, Relax #19, 6/1978, (6 stron)
- Pierścienie Frei, fragment albumu „Thorgal: Zdradzona czarodziejka”, scen. Jean Van Hamme, Relax #20, 7/1978, (6 stron)
- Święto Joll, fragment albumu „Thorgal: Zdradzona czarodziejka”, scen. Jean Van Hamme, Relax #21, 8/1978, (6 stron)
- Baaldowie, fragment albumu „Thorgal: Zdradzona czarodziejka”, scen. Jean Van Hamme, Relax #22, 9/1978, (6 stron)
- Drakkar z lodu, fragment albumu „Thorgal: Zdradzona czarodziejka”, scen. Jean Van Hamme, Relax #23, 10/1978, (6 stron)
- Przybysze, scen. Kurta, Relax #27, 1980, (4 strony)
- Pojedynek, scen. Weinfeld, Relax #30, 1981, (8 stron)

### Legendarna historia Polski
scenariusz: Barbara Seidler
- O Smoku Wawelskim i królewnie Wandzie (1974)
- Opowieść o Popielu i myszach (1977)
- O Piaście Kołodzieju (1977)

### Thorgal
scenariusz: Jean Van Hamme (tomy 1-29), Yves Sente (tomy 30-34), Xavier Dorison (od tomu 35.)

- Zdradzona czarodziejka (La Magicienne trahie, 1980) KAW 1988; Orbita 1991; Korona 1991; Egmont Polska 2004
- Wyspa lodowych mórz (L'Ile des Mers gelées, 1980) KAW 1988 jako Wyspa wśród lodów; Orbita 1991 jako Wyspa lodowych mórz; Korona 1991 jako Wyspa wśród lodów Egmont Polska 2004
- Trzech starców z krainy Aran (Les trois vieillards du pays ďAran, 1981) KAW 1989 jako Nad jeziorem bez dna; Orbita 1992 jako Trzech starców z krainy Aran Egmont Polska 2000
- Czarna galera (La Galère noire, 1982) Orbita 1990; Egmont Polska 2001
- Ponad krainą cieni (Au-delà des ombres, 1983) Orbita 1990; Egmont Polska 2001
- Upadek Brek Zarith (La chute de Brek Zarith, 1984) Orbita 1991 jako Upadek Brek Zaritha; Egmont Polska 2001
- Gwiezdne dziecko (Ľenfant des étoiles,1985) Orbita 1989; Egmont Polska 2004
- Alinoe (Alinoë, 1985) Orbita 1989; Egmont Polska 2002
- Łucznicy (Les archers, 1985) Orbita 1989; Egmont Polska 2002
- Kraina Qa (Le pays Qâ, 1986) Orbita 1989; Egmont Polska 2002
- Oczy Tanatloca (Les yeux de Tanatloc, 1986) Orbita 1989; Egmont Polska 2002
- Miasto zaginionego boga (La cité du dieu perdu, 1987) Orbita 1990; Egmont Polska 2003
- Między Ziemią a światłem (Entre terre et lumière, 1988) Orbita 1990; Egmont Polska 2003
- Aaricia (Aaricia, 1989) Orbita 1990; Egmont Polska 2003
- Władca gór (Le maître des montagnes, 1989) Orbita 1990; Egmont Polska 2003
- Wilczyca (Louve, 1990) Orbita 1990; Egmont Polska 2003
- Strażniczka kluczy (La gardienne des clés, 1991) Korona 1992; Egmont Polska 2000
- Słoneczny miecz (Ľépée-soleil, 1992) Egmont Polska 1994, 2001
- Niewidzialna forteca (La forteresse invisible, 1993) Egmont Polska 1995, 2001
- Piętno wygnańców (La marque des bannis, 1994) Egmont Polska 1999
- Korona Ogotaia (La couronne ďOgotaï, 1995) Egmont Polska 1999
- Giganci (Géants, 1996) Egmont Polska 2000
- Klatka (Le Cage, 1997) Egmont Polska 2000
- Arachnea (Arachnéa, 1999) Egmont Polska 2000
- Błękitna zaraza (Le Mal bleu, 1999) Egmont Polska 2001
- Królestwo pod piaskiem (Le Royaume sous le Sable, 2001) Egmont Polska 2002
- Barbarzyńca (La Barbare, 2002) Egmont Polska 2003
- Kriss de Valnor (Kriss de Valnor, 2004) Egmont Polska 2004
- Ofiara (Le sacrifice, 2006) Egmont Polska 2006
- Ja, Jolan (Moi, Jolan, 2007) Egmont Polska 2007[73]
- Tarcza Thora (Le bouclier de Thor, 2008), Egmont Polska 2008
- Bitwa o Asgard (Le bataille d'Asgard, 2010), Egmont Polska 2010
- Statek miecz (Le Bateau-sabre, 2011) Egmont Polska 2011
- Kah-Aniel (Kah-Aniel, 2013) Egmont Polska 2013
- Szkarłatny ogień (Le feu écarlate, 2016) Egmont Polska 2016
- Aniel (Aniel, 2018) Egmont Polska 2018

### Yans
scenariusz: André-Paul Duchâteau
- Ostatnia wyspa (La dernière île, 1983) w Komiks – Fantastyka 1, 1988; Egmont Polska 2002
- Więzień wieczności (Le prisonnier de ľeternite, 1985) w Komiks – Fantastyka 3, 1988; Egmont Polska 2003
- Mutanci z Xanai (Les mutants de Xanaia, 1986) w Komiks – Fantastyka 4, 1988; Egmont Polska 2003
- Gladiatorzy (Les Gladiateurs, 1988) w Komiks – Fantastyka 1, 1989; Egmont Polska 2005
- Prawo Ardelii (La loi de ďArdélia, 1990) w Komiks – Fantastyka 2, 1990; Egmont Polska 2006

### Skarga Utraconych Ziem
scenariusz: Jean Dufaux
- Sioban (Sioban, 1993) Egmont 2000
- Blackmore (Blackmore, 1994) Egmont 2000
- Pani Gerfaut (Dame Gerfaut, 1996) Egmont 2001
- Kyle z Klanach (Kyle of Klanach, 1998) Egmont 2001

W 2009 roku wydane w albumie zbiorczym przez Egmont Polska.

### Zemsta hrabiego Skarbka
scenariusz: Yves Sente
- Złote ręce (Deux mains ďor, 2004) Egmont 2004
- Serce z brązu (Coeur de bronze, 2005) Egmont 2005

### Inne komiksy
- Od Walii do Brazylii (1975)
- Najdłuższa podróż (1980) w albumie „Vahanara”, scenariusz: Rian Asars (Andrzej Sawicki i Ryszard Siwanowicz)
- Przybysze (1982); w albumie „Ogień nad Tajgą”, scenariusz: Henryk Kurta
- Szninkiel (Le grand pouvoir du Schninkel[75], 1987; trzyczęściowa pokolorowana reedycja: 2001–2002), scenariusz: Jean Van Hamme; Orbita 1988
- Wyprawa (1988) w magazynie „Komiks-fantastyka"
- Fantastyczna podróż: Wyspa przypływów i inne opowieści (La Crisiere fantastiqie: L'ile des marees, 1987–1988), scenariusz: Mythic; Egmont Polska 2008
- Western (2001); scenariusz: Jean Van Hamme; Egmont Polska 2001